# Théodore II Lascaris
Vous lisez un « article de qualité » labellisé en 2022.
Pour les articles homonymes, voir Théodore II, Lascaris et Lascaris (homonymie).
Théodore II Lascaris (grec médiéval : Θεόδωρος Βʹ Δούκας Λάσκαρις), né en décembre 1221 ou au début de l'année 1222 et mort le 18 août 1258, est un empereur byzantin de Nicée ayant régné de 1254 à 1258.
Il est le fils de Jean III Doukas Vatatzès et d'Irène Lascarine, fille aînée de Théodore Ier Lascaris, le fondateur de l'empire de Nicée comme État successeur de l'Empire byzantin au lendemain de la quatrième croisade en 1204. Théodore II reçoit une excellente éducation de la part de deux érudits renommés, Nicéphore Blemmydès et Georges Acropolite, et, durant son existence, il se lie d'amitié avec plusieurs intellectuels. Il va jusqu'à composer lui-même des traités théologiques ainsi que des écrits historiques et philosophiques qui témoignent du dynamisme intellectuel du monde byzantin d'alors.
En 1235, son père arrange son mariage avec Hélène de Bulgarie, dans le cadre d'une alliance avec le second Empire bulgare et son souverain, Ivan Asen II, contre l'empire latin de Constantinople qui occupe la capitale de l'ancien Empire byzantin. Théodore lui-même affirme dans ses écrits que le mariage est heureux et il a cinq ou six enfants de son épouse. À partir de 1241, il prend une part active au gouvernement de l'Empire en intervenant au nom de son père en Asie Mineure, quand celui-ci est en campagne dans les Balkans. En revanche, des tensions apparaissent avec des figures de l'aristocratie, dont Théodore Philès et Michel Paléologue.
Théodore succède à son père le 4 novembre 1254. Son règne, court en raison de ses problèmes de santé, voit une consolidation des frontières de l'Empire. En Orient, il signe une alliance défensive avec Kay Kâwus II, souverain du sultanat de Roum, pour s'opposer à l'Empire mongol. Dans l'ensemble, ce front n'est pas un sujet d'inquiétude et l'empire de Nicée peut se consacrer à la reconquête de ses terres historiques en Europe. Théodore II repousse une invasion bulgare de la Thrace et de la Macédoine, et contraint Michel II Doukas, qui dirige le despotat d'Épire, un autre État issu de la partition de l'Empire byzantin, à lui céder Dyrrachium. Si la présence nicéenne est affermie dans la région, Constantinople demeure aux mains de l'empire latin de Constantinople. Enfin, il s'allie avec Michel II contre Stefan Uroš Ier de Serbie et Manfred Ier de Sicile, qui a des vues sur les Balkans. Néanmoins, quand ce dernier débarque en 1257, il ne parvient pas à le repousser.
Sur le plan intérieur, au-delà d'une méfiance certaine envers l'aristocratie qui lui vaut de nombreuses inimitiés, il tente d'impulser certaines réformes. Fervent défenseur d'un renouveau de l'hellénisme, qu'il voit comme le ciment de l'identité impériale face aux humiliations infligées par les Latins, il favorise le recrutement parmi la paysannerie d'Asie Mineure. Sa défense des Hellènes et du monde byzantin menacé s'illustre aussi par son rejet de la moindre concession à la papauté sur la question du schisme entre le catholicisme et la foi orthodoxe.
Dans les derniers mois de sa vie, Théodore II tombe gravement malade et peut de moins en moins participer au gouvernement de l'Empire. Il désigne Georges Mouzalon comme son régent et celui de son fils, Jean IV Lascaris, encore mineur. Il finit par s'éteindre, victime d'un cancer ou d'une épilepsie chronique. Quelques jours plus tard, la fragile régence mise en place s'effondre face à un complot aristocratique mené par Michel Paléologue qui prendra rapidement le contrôle des destinées de l'Empire.

## Sources
Plusieurs chroniqueurs, souvent contemporains de Théodore II, relatent les événements de son règne, avec des avis divergents. Ainsi, Georges Acropolite est un acteur notable des règnes de Jean III puis de Théodore II, dont il participe à l'éducation. Néanmoins, écrivant sa grande chronique sous Michel VIII, opposant politique de Théodore, son récit est peu favorable à celui-ci, qu'il décrit comme irascible et inapte au gouvernement et vise surtout à glorifier les accomplissements de son successeur. Georges Pachymère, un autre chroniqueur qui écrit sous Michel VIII, se montre peu disert sur le règne de Théodore II qu'il relate sous la forme d'une introduction à son œuvre principale (Les Relations historiques). Il est néanmoins plus impartial qu'Acropolite, même s'il a tendance à surestimer les réalisations des empereurs de Nicée,. Il n'hésite pas à utiliser le registre de la Passion du Christ pour décrire l'agonie de l'empereur. Théodore Skoutariotès est souvent inclus parmi les chroniqueurs du XIIIe siècle et un texte anonyme, complément à l'ouvrage d'Acropolite bien plus favorable à Théodore II, lui est souvent associé,. S'il n'a pas rédigé de chronique historique à proprement parler, les textes de Nicéphore Blemmydès sont précieux pour comprendre la période qui entoure le règne de Théodore II. Pour autant, écrivant lui aussi beaucoup sous Michel VIII, il a tendance à minimiser sa proximité avec Théodore II pour ne pas s'aliéner le nouveau pouvoir, mettant l'accent sur les désaccords qu'il a pu avoir avec lui. Les propres écrits de Théodore Lascaris, nombreux et de natures diverses, éclairent des pans importants de sa personnalité et surtout de sa posture de dirigeant, ainsi que de sa pensée philosophique et religieuse. C'est un fait rare chez un empereur byzantin, qui enrichit notablement la perspective biographique à son propos. Plus tardifs, les écrits de Nicéphore Grégoras apportent des compléments intéressants à l'appréhension du règne de Théodore II, souvent plus neutres.

## Biographie

### Origines

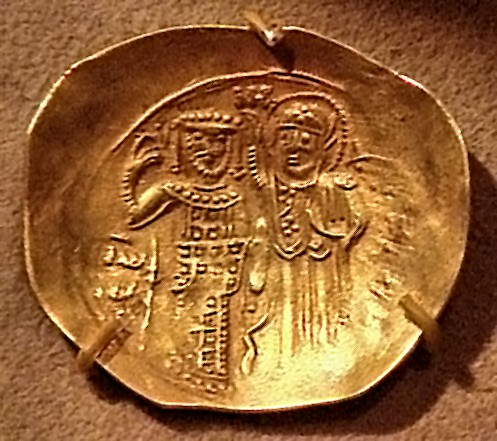
Hyperpère en or frappé sous Jean III Vatatzès.

Fils de l'empereur Jean III Doukas Vatatzès et d'Irène Lascarine, Théodore naît à Nicée à la fin 1221 ou au début 1222. Petit-fils par sa mère de Théodore Ier Lascaris, il passe sa jeunesse dans l'empire de Nicée, État successeur d'un Empire byzantin brisé en 1204 par la quatrième croisade et dont les dirigeants espèrent reprendre Constantinople pour refonder la puissance byzantine. Jean III est le troisième mari d'Irène et est issu d'une famille aristocratique apparentée aux Comnènes et aux Anges, deux anciennes familles impériales. Quand il épouse Irène, il est le chef de la garde impériale et devient l'héritier présomptif de son beau-père à la suite de la mort des deux frères de son épouse. Néanmoins, Théodore Ier espère longtemps avoir un autre fils de sa troisième femme, Marie de Courtenay, sans résultat. Quand il meurt en novembre 1221, Jean Vatatzès doit s'imposer par la force face aux deux frères de l'empereur défunt, Alexis Lascaris et Isaac Lascaris. Il remporte sur eux une victoire décisive à la bataille de Poimanenon lors de l'hiver 1223-1224, lors de laquelle il défait aussi leurs alliés latins, contribuant ainsi à affaiblir la présence de l'empire latin de Constantinople en Asie Mineure.
Après qu'Irène a été victime d'un accident de cheval qui la laisse dans l'incapacité d'enfanter à nouveau, le jeune Théodore reste le seul fils du couple impérial. Il adopte le nom de famille de sa mère qui le lie à Théodore Ier, son grand-père, et reçoit une éducation princière qui doit le préparer à régner. Il écrit lui-même que son enfance a été heureuse et qu'il jouissait de l'affection de son père, se souvenant que ses parents se refusaient à le punir même quand son tuteur l'accusait de mauvais comportement.

### Éducation

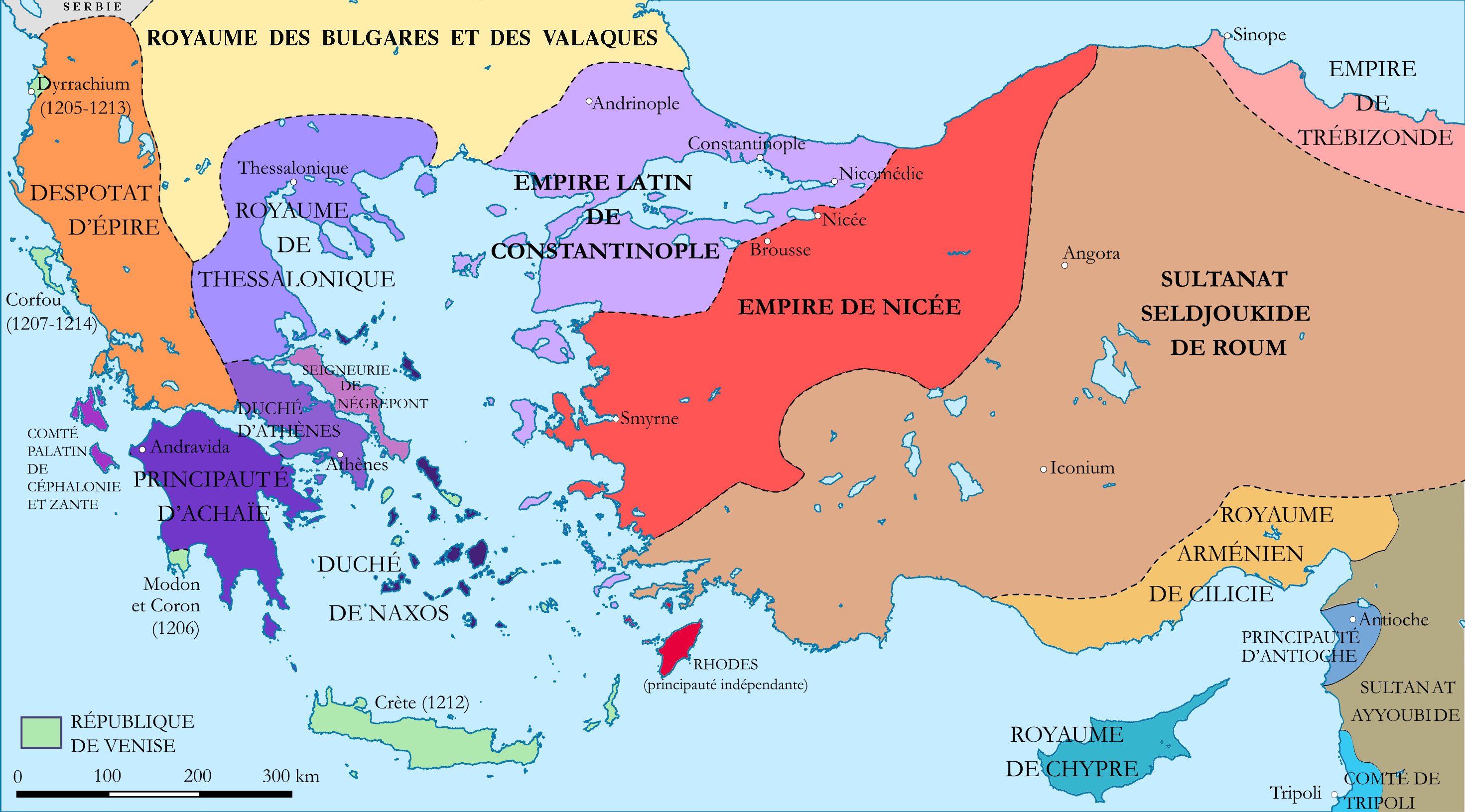
Carte de l'empire de Nicée quelques années après la partition de l'Empire byzantin en 1204. Sous Jean III, il récupère une partie des terres autour de Thessalonique et la région occidentale de l'empire latin de Constantinople, autour d'Andrinople, ainsi qu'une large partie des possessions asiatiques de ce même Empire.

Son éducation est évidemment marquée par la religion et l'apprentissage des textes sacrés : jusqu'à la fin de sa vie, il se montrera capable d'en réciter des pans entiers. S'il déteste son principal tuteur (ou baioulos), qu'il qualifie de « maître en babillage », cela ne l'empêche pas d'étudier intensivement la grammaire, la poésie, la rhétorique, la logique, les mathématiques, l'astronomie, la géométrie et la musique. De ses études, il garde un goût affirmé pour les lettres et admire tout particulièrement les oraisons de Démosthène ou d'Hermogène de Tarse, ainsi que les travaux du théologien Grégoire de Nazianze. Parfois moqué par son tuteur pour son intellectualisme et encouragé à s'intéresser plus activement aux affaires militaires et diplomatiques, il se montre passionné par la chasse ainsi qu'un joueur estimé de polo.
C'est très jeune qu'il est rapidement promis à un mariage avec la princesse bulgare Hélène, fille du tsar Ivan Asen II qui venait de remporter un succès écrasant à la bataille de Klokotnica en 1230 contre l'empire de Thessalonique et le despotat d'Épire, devenant ainsi un acteur central du jeu diplomatique régional. En affaiblissant le despotat d'Épire, qui espérait aussi reconquérir Constantinople, Ivan Asen a indirectement renforcé la prétention de l'empire de Nicée à refonder le monde byzantin. En 1235, l'union est scellée et confirme l'alliance bulgaro-nicéenne contre l'empire latin de Constantinople. La même année, les deux armées assiègent Constantinople mais ne parviennent pas à en percer les murailles. Deux ans plus tard, Ivan Asen se retourne même contre Jean III en s'alliant avec les Latins pour stopper la progression de l'empire de Nicée en Thrace, qui menace d'affaiblir la puissance bulgare. Si le tsar revient bien vite à son alliance avec Jean III, ses revirements marquent durablement Théodore II qui en nourrit une méfiance profonde à l'endroit des Bulgares,.
En grandissant, Théodore conserve son goût pour l'érudition et se rapproche de Nicéphore Blemmydès, grand intellectuel de son temps, à qui il demande des cours de philosophie. Blemmydès est alors l'higoumène d'un monastère à Éphèse et, pour profiter de ses enseignements, Théodore s'installe un temps à Nymphaion où son père dispose d'une résidence d'hiver. Grand admirateur d'Aristote, Blemmydès influence largement la pensée de Théodore II, qui ne manque pas dans ses écrits de citer le grand philosophe antique. Néanmoins, Blemmydès finir par être accusé de corruption par un de ses étudiants et, si Jean III intervient pour lui éviter l'emprisonnement, il se détourne de l'enseignement. Pour autant, Théodore maintient un contact écrit avec lui et continue de lui rendre visite quand il le peut. C'est Georges Acropolite, jeune intellectuel, qui devient le nouveau tuteur du futur empereur et complète ses savoirs en logique et en mathématiques,.
À la fin de l'année 1239, la mère de Théodore meurt et Vatatzès se remarie dès l'année suivante, avec une fille illégitime de Frédéric du Saint-Empire, Constance, rebaptisée Anna, âgée de seulement dix ans. Jean III fait scandale quand est divulguée sa relation avec une des dames de compagnie italiennes de la princesse, du nom de Marchesina. Rapidement, Jean III lui confère un statut à la cour, l'autorisant à chausser des chaussures pourpres, la couleur impériale, réservée aux plus proches du souverain.

## Une jeunesse proche du pouvoir

### Initiation à la gestion de l'Empire

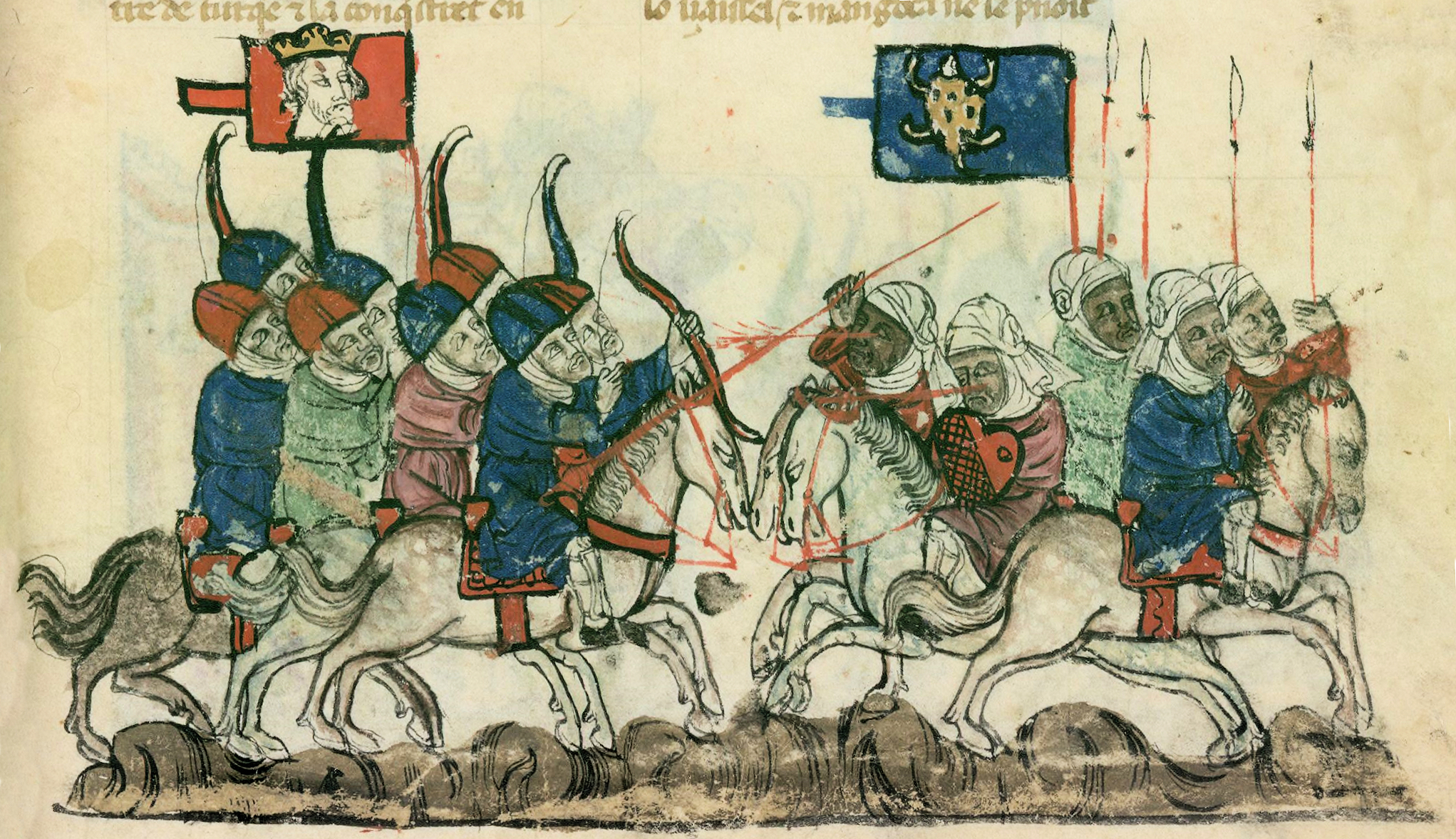
La bataille de Köse Dağ, lors de laquelle les Turcs anatoliens subissent une lourde défaite face aux Mongols. Cet événement contribue à stabiliser la frontière orientale de l'empire de Nicée, son puissant voisin, le sultanat de Roum, étant plus occupé par la menace mongole.

À l'instar de nombre de ses prédécesseurs, Vatatzès associe très tôt son fils au pouvoir. Selon Acropolite, Théodore devient coempereur entre 1235/1237 et 1242. Dès 1242, Théodore écrit en se mentionnant comme « sa majesté impériale ». Néanmoins, un doute subsiste sur son statut officiel et s'il a bien été couronné comme coempereur, une pratique plutôt courante dans le monde politique byzantin pour renforcer le principe de succession familiale. À cet égard, les chroniqueurs autant que les historiens modernes ne s'accordent pas car Georges Pachymère et Nicéphore Grégoras semblent conclure à une association réelle au pouvoir de son père mais qui ne se traduit pas par un couronnement. Dans un article spécifiquement consacré à cette question, Michel Stavrou estime que les contradictions entre les chroniqueurs ne sont qu'apparentes et qu'un faisceau d'indices attesterait d'un couronnement sous son père, facilitant d'autant la succession face à une aristocratie parfois hostile. Dans tous les cas, il dispose de larges prérogatives puisqu'il confère des propriétés et des pensions et qu'il n'hésite pas à intervenir dans des litiges. À la demande de Blemmydès, il contraint le métropolite d'Éphèse à rétrocéder au monastère de Blemmydès une parcelle de terrain qu'il aurait irrégulièrement acquise. En outre, en l'absence de son père, il dirige les sessions du conseil privé et propose des candidats aux postes religieux vacants.
En mai 1241, Jean III remet le siège devant Constantinople mais réalise bien vite qu'il n'a pas les moyens de prendre la cité. Il entame des pourparlers et Théodore II l'accompagne dans ses négociations avec les Latins. Une trêve de deux ans est signée le 24 juin. Simultanément, la mort d'Ivan Asen affaiblit la Bulgarie et Vatatzès en profite pour attaquer le despotat d'Épire à la fin de l'année. C'est son fils qui reste en Asie Mineure avec la charge du gouvernement et s'emploie à tenir une cour itinérante pour se rendre dans les différentes cités et régions de l'Anatolie nicéenne.
C'est à ce moment que le général mongol Baïdju s'attaque au sultanat de Roum et s'empare d'Erzurum. Théodore en informe son père qui assiège Thessalonique mais Jean III refuse de revenir en Asie Mineure. En effet, il est en passe de prendre le dessus et finit par obtenir la soumission de Jean Comnène Doukas, qui dirige cette importante ville grecque depuis quelques années et revendique lui aussi le titre d'empereur mais l'abandonne pour celui de despote. De leur côté, les Mongols continuent leur progression et s'imposent à la bataille de Köse Dağ en 1243. Les Turcs sont contraints de payer un tribut annuel aux Mongols tandis que l'empire de Nicée, resté en retrait, est préservé.
En 1246, Vatatzès repart en campagne en Thrace et, de nouveau, Théodore assure la régence en Anatolie. Après avoir pris la ville de Serrès, il finit par prendre le contrôle direct de Thessalonique dont les habitants lui ouvrent les portes et lui prêtent hommage. Cette campagne est un succès d'ampleur pour l'empire de Nicée, qui s'installe de plus en plus fortement au sud des Balkans,.

### Des relations tumultueuses avec la classe dirigeante
Théodore II s'entoure assez tôt d'un cercle d'intellectuels plutôt jeunes, qui n'ont pas connu le déshonneur de l'exil qu'ont vécu leurs parents en 1204. Ce cercle social aide Théodore à traverser les périodes difficiles durant lesquelles il ressent la pesanteur de l'exercice du gouvernement. Son plus proche ami est Georges Mouzalon, un homme d'extraction relativement modeste qu'il fréquente depuis l'enfance. Nicéphore Blemmydès le décrit, lui et ses frères, comme des hommes humbles mais talentueux. Les autres favoris de Théodore, comme Joseph Mésopotamitès ou Konstas Hagiothéodorite sont issus de lignées plus prestigieuses mais, d'une manière générale, il entretient une certaine distance avec les grandes familles aristocratiques. Dimiter Angelov voit dans ce trait de caractère de Théodore II, qui privilégie nettement ses amitiés proches sur les liens de parenté nobiliaire, une influence de son éducation aristotélicienne et, plus précisément, des enseignements de l’Éthique à Nicomaque. Selon le futur emmpereur, « la noblesse ne se mesure pas au sang mais à la vertu et par une conduite humble et pure ».
En parallèle, Théodore exprime un certain mépris pour les évêques, qu'il juge arrogants, peu cultivés, voire disgracieux. Mais lui-même subit des critiques, de la part du clergé et des élites en général. Le métropolite Nicéphore d'Ephèse s'oppose à lui et blâme son non-respect du jeûne. Le général Kalothétos semble aussi lui avoir manqué de respect mais c'est surtout avec Théodore Philès, le gouverneur de Thessalonique, que les relations sont exécrables,. Philès fait circuler des poèmes diffamatoires à l'égard de l'héritier du trône, le mettant en cause dans une histoire de mœurs, tandis que Théodore l'accuse du meurtre de l'un de ses amis, Tribidès. Quand Blemmydès apprend les accusations colportées par Philès à l'égard de Théodore, il se montre particulièrement intransigeant. Il a déjà interdit à Marchesina et à sa suite de se rendre dans son monastère en raison de sa liaison avec Jean III et, désormais, il s'adresse directement à Théodore et à son père pour les mettre en garde contre la débauche et l'excès de prodigalités. S'il tente de se disculper, Théodore II ne semble pas avoir convaincu son ancien mentor.

### Vers le trône

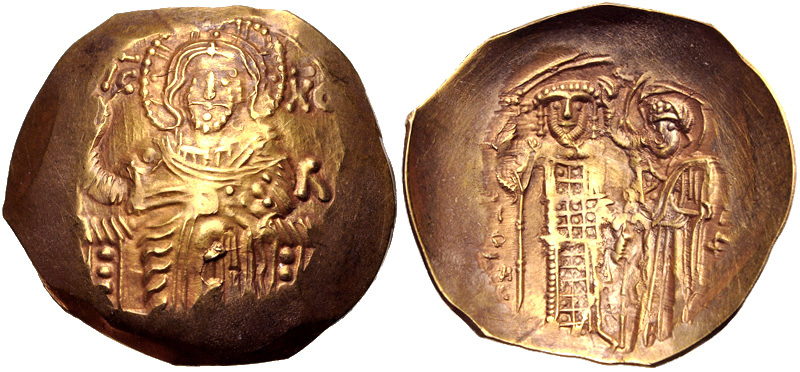
Hyperpère en or du règne de Théodore II Lascaris, représentant le Christ pantocrator sur une face et Théodore II, accompagné de la Vierge Marie le couronnant, sur une autre.

Toujours concentré sur la restauration de l'Empire byzantin, Vatatzès vise à nouveau Constantinople mais il doit faire face à une invasion de la Macédoine par Michel II Comnène Doukas, au printemps 1252. À nouveau, Théodore agit comme régent en Asie Mineure tandis que son père part combattre en Europe où il parvient à repousser Michel II. La même année, en août, Hélène meurt subitement, ce qui plonge Théodore dans une profonde affliction. Il s'enferme dans son palais et se concentre sur ses travaux philosophiques, ne reprenant ses visites dans les villes d'Asie Mineure qu'en 1253. C'est probablement à cette date qu'il compose ses Œuvres morales, un ensemble de douze essais dans lesquels il s'interroge notamment sur la brièveté de la vie et sa vanité. Cet événement contribue aussi à nourrir sa tendance à la nostalgie, la mélancolie et son inclination vers une vie spirituelle dont certains, parmi son entourage, craignent qu'elle ne le détourne du trône. Quand ils tentent de l'inciter à prendre une nouvelle épouse, il leur écrit une réponse dans laquelle il réaffirme que le bien de l'Empire ne saurait le détourner d'une vie dédiée à la philosophie, allant jusqu'à proclamer que les seules femmes qu'il fréquentera dorénavant sont Sophia (la sagesse) et Philosophia (la philosophie). Pour autant, il ne va pas jusqu'à renoncer au pouvoir.
Au début de l'année 1253, le fils et successeur de l'empereur Frédéric du Saint-Empire, Conrad, contraint à l'exil la plupart des parents de la maîtresse de son père, Bianca Lancia. Ils se réfugient à Nicée, auprès d'Anna, la femme de Jean III, elle-même fille de Bianca. Théodore les reçoit en l'absence de son père et, bientôt, Conrad revient sur sa décision et envoie Berthold d'Hohenburg entamer des négociations à Nicée. Théodore en profite pour avoir des échanges philosophiques avec l'ambassadeur germanique, par ailleurs grand érudit. L'étude des philosophes grecs de l'Antiquité commence alors à prendre un nouvel essor en Europe et Hohenburg se montre curieux de pouvoir consulter certains textes conservés par les Byzantins, ce qui flatte particulièrement Théodore et le convainc de diffuser ses propres travaux.
Vatatzès rentre à Nicée au cours de l'hiver 1253 mais tombe rapidement malade et ne récupère jamais vraiment. Théodore devient de fait le dirigeant de l'Empire mais prend néanmoins le temps de publier ses travaux philosophiques. Bientôt, la nouvelle que les Mongols s'apprêtent à lancer une grande invasion de l'Asie Mineure se répand, tandis que Jean III s'éteint le 4 novembre 1254, contraignant désormais Théodore à se consacrer tout entier à son rôle de chef d'État.

## Règne

### Un pouvoir à consolider
À la mort de son père, Théodore II est immédiatement acclamé comme empereur et élevé sur le pavois, une pratique disparue qui est remise au goût du jour mais il n'est pas couronné car le trône patriarcal est alors vacant. Dans son discours aux funérailles de Jean III, Acropolite exprime son espoir que Théodore II pourra mener à bien la reprise de Constantinople, le comparant au pilier de feu guidant les Juifs dans le livre de l'Exode. Néanmoins, si l'empire de Nicée est alors une puissance montante, Théodore n'a pas encore les moyens de lancer un assaut direct sur la cité impériale, d'autant que les menaces aux frontières sont encore nombreuses.
Dès le début de son règne, il interdit à la veuve de Jean III, Anna, de repartir en Sicile, sa terre natale. Son frère, Manfred de Sicile, prend cela pour une insulte et devient rapidement un ennemi de premier plan pour Nicée. En parallèle, Théodore doit prévenir tout danger sur sa frontière orientale et il conclut un pacte défensif avec Kay Kâwus II dirigé contre les Mongols. En effet, si le sultan seldjoukide a reconnu la suzeraineté mongole, il a refusé de se rendre en personne à la cour du Grand Khan Möngke pour lui rendre hommage,.
Sur le plan intérieur, il se hâte de combler la vacance du patriarcat, principale autorité religieuse du monde byzantin. Il propose la fonction à Blemmydès mais celui-ci refuse malgré ses efforts pour le convaincre, peut-être parce qu'il craint d'être l'instrument des souhaits de l'empereur en matière religieuse. Il se tourne alors vers un ermite d'origine aristocratique, Arsène Autorianos, qui accepte. Michael Angold souligne que la nomination d'Autorianos fait l'objet d'un synode particulièrement large, comprenant un grand nombre de représentants du clergé au-delà des métropolites, permettant à Théodore de se servir de cette occasion pour affirmer son autorité religieuse. Dès son accession au patriarcat, Arsène IV fait couronner Théodore II, apparemment à la Noël 1254. Tout au long du règne de Théodore, le patriarche se montre un allié loyal.
Parallèlement, Théodore II doit composer avec une élite dirigeante dont il se méfie, comme en témoigne une lettre qu'il adresse à Georges Mouzalon en décembre 1254. Selon Michael Angold, c'est la politique de l'empereur Frédéric II qui lui aurait inspiré le souhait d'imposer son autorité à une aristocratie volontiers contestataire. Il nomme son fidèle ami Mouzalon comme grand domestique, soit le chef des armées, puis crée pour lui le titre de grand stratopédarque. Il élève son frère, Andronic Mouzalon, comme protovestiarite. Les deux frères sont issus d'une famille modeste, tout comme Constantin Margaritès, qui jouit aussi des faveurs impériales, occupant bientôt les fonctions de grand archonte, un poste lui aussi créé par Théodore II et destiné à celui qui dirige l'escorte impériale. Néanmoins, il propose aussi des fonctions importantes à des nobles écartés sous le règne de son père et s'appuie plus particulièrement sur la noblesse du nord-ouest de l'Anatolie. Ainsi, il rappelle les oncles de sa mère, Michel et Manuel Lascaris qu'il place à de hauts commandements militaires et promeut au rang de général deux membres de la famille Nestongos (Georges et Isaac), connue pour s'être opposée à Jean III. Ces différentes nominations entraînent des crispations sensibles dans les rangs de l'aristocratie mise à l'écart, comme les Paléologue, les Strategopoulos ou les Tornikios.
Une affaire de trahison a été rapportée par les Blemmydès, à l'encontre de Théodore II Lascaris. Elle aurait été le fait du serviteur d'un haut dignitaire, qui aurait tenu des propos virulents à l'égard de l'empereur, jurant notamment que son règne serait tout sauf prospère ou long. Le dignitaire, jugé responsable, passe alors devant une sorte de tribunal qui réunit les plus hautes figures de l'Empire, dont le patriarche et plusieurs commandants militaires, qui s'accordent pour une condamnation à mort. Cependant, Théodore II se serait laissé convaincre par Nicéphore Blemmydès de commuer cette peine et cela malgré l'avis contraire de Mouzalon.

### Première campagne contre la Bulgarie

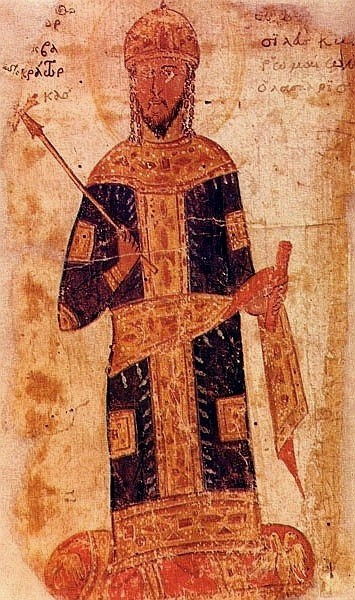
Théodore II Lascaris d'après un manuscrit de l’Histoire de Georges Pachymère conservé au Musée de l'État de Bavière, Munich.

Si Théodore II a cherché à consolider sa frontière orientale, son principal adversaire apparaît bien vite se situer sur sa frontière occidentale. Le jeune tsar bulgare Michel II Asen souhaite reprendre les terres acquises par Jean III en Thrace et en Macédoine. En décembre 1254 ou janvier 1255, il lance une invasion de ces régions, face auxquelles les petites garnisons nicéennes sont impuissantes. Plusieurs forteresses et cités, comme Skopje ou Veles tombent. Rapidement, le conseil de guerre, convoqué par l'empereur suit les recommandations de Georges Mouzalon d'une riposte immédiate. Théodore II décide de mener en personne la campagne et confie à Mouzalon le gouvernement en son absence à partir de février 1255. Ne s'attendant pas à une contre-attaque aussi rapide, les Bulgares refluent en désordre, poursuivis par les généraux Alexis Strategopoulos et Démétrios Tornikès. Ils pénètrent jusqu'au cœur du massif des Rhodopes, craignant les embuscades qui sont faciles à organiser sur ce terrain. Ainsi, quand ils entendent l'écho de cors en réalité utilisés par de simples bergers et paysans, ils battent en retraite dans la confusion en laissant sur place le matériel trop lourd pour être transporté. Théodore II, consterné par une pareille attitude, convoque sur-le-champ les deux généraux, qui refusent de se rendre devant l'empereur à Andrinople.
La situation s'aggrave quand un mercenaire bulgare au service de l'Empire, Dragotas, décide de changer de camp et de mettre le siège devant Melnik au cours de l'été. Théodore doit quitter Andrinople pour venir en renfort. Les Bulgares lui tendent une embuscade au col de Rupel mais il l'évite et parvient à faire fuir Dragotas et ses hommes. Depuis Melnik, Théodore se rend à Thessalonique pour y congédier Théodore Philès, son vieux rival, toujours gouverneur. Dans le même temps, il met fin à l'émission locale de monnaies car il souhaite établir un système de production monétaire centralisé, depuis l'Asie Mineure, à Astritzion, sur la rive asiatique de l'Hellespont. Puis, il se rend en Macédoine pour obtenir la reddition des Bulgares à Veles. Finalement, confronté à la sécheresse en cours, il ne peut poursuivre jusqu'à Ovče Pole. Il se rend alors à Serrès, où il confirme les avantages fiscaux dont bénéficient les cités macédoniennes. Il ordonne aussi l'arrestation de Constantin Kabasilas, archevêque d'Ohrid, en raison de son soutien à Michel II d'Épire,.

### Retour triomphal et affaires de la cour
Quand la rumeur d'une invasion mongole se diffuse, Théodore doit se mettre en route pour l'Asie Mineure à la fin de l'automne 1255 mais l'information se revèle finalement fausse et l'empereur peut se concentrer à nouveau sur l'Occident. Il se dirige vers la forteresse de Tsepina mais doit se retirer car les cols étroits et enneigés bloquent le passage. Cette fois, la campagne de 1255 est terminée et Théodore rentre à Nicée où il comble de cadeaux et d'honneurs ses proches. Il fait de Manuel Lascaris et Constantin Margaritès les chefs des troupes basées en Thrace et demande à Mouzalon de mener à bien une réforme militaire. En revanche, il fait châtier les membres des familles aristocratiques qui se sont défiées de lui. Constantin Strategopoulos et Théodore Philès sont aveuglés,, tandis que les fils d'Alexis Strategopoulos et d'Alexis Raoul sont emprisonnés. Michel Paléologue décide de s'enfuir chez les Seldjoukides et Théodore II en profite pour s'immiscer dans les décisions de mariages entre familles de l'élite dirigeante. Il favorise ainsi des unions avec des lignées plus modestes, à l'image du mariage entre Georges Mouzalon et Théodora Raoulaina, une nièce de Michel, et de celui d'Andronic Mouzalon avec une fille d'Alexis Raoul. Il espère sûrement légitimer les positions de ses proches mais ces décisions, perçues comme insultantes par les grandes familles de l'Empire, contribuent à accroître le fossé entre Théodore II et l'aristocratie.

### Négociations avec la papauté
Sur le plan religieux, Théodore relance les négociations pour mettre fin au schisme persistant entre l'Église orthodoxe et la papauté. Pour cela, il envoie des émissaires auprès du pape Alexandre IV au printemps 1256. De nouveau, les discussions achoppent sur des divergences théologiques, en particulier sur la nature du Saint-Esprit et la Querelle du Filioque. Pour les orthodoxes, il ne procède que du Père, tandis que les catholiques défendent le principe d'une double procession, autant du Père que du Fils. C'est Blemmydès qui est envoyé pour défendre la vision orthodoxe, tout en adoptant une posture conciliante, dans laquelle la thèse d'une procession par le Père à travers le Fils est jugée conforme aux canons de la Bible et des travaux des pères de l'Église. En cela, il se distingue de Théodore II, plus intransigeant sur la défense des particularités de la foi byzantine, ce qui n'est pas sans lien avec sa promotion des spécificités du monde hellénistique. Ainsi, quand il reçoit le légat du pape, Constantin d'Orvieto, à Thessalonique, aucun accord ne peut être conclu. En effet, le légat ne dispose d'aucune latitude pour négocier et l'empereur refuse toute concession, tout en conservant la possibilité de convoquer un synode des évêques orthodoxes pour discuter des conditions de l'Union. Si les discussions ne sont pas rompues, aucun progrès n'est fait jusqu'à la mort de Théodore. Au-delà de cet enjeu, Théodore II se caractérise par une vision très interventionniste du rôle de l'empereur en matière religieuse, ce qui suscite certaines critiques, dont celles de Nicéphore Blemmydès.

### Seconde campagne contre les Bulgares
Sur le terrain militaire, dès 1256, Théodore II doit reprendre le combat contre les Bulgares, qui viennent d'envoyer des cavaliers coumans piller la Thrace. Alors que Théodore a ordonné à ses généraux d'adopter une posture défensive, ils se lancent à la poursuite des Coumans et subissent une lourde défaite. Théodore doit rassembler une nouvelle armée, recrutée parmi la paysannerie anatolienne, qui traverse l'Hellespont et vainc à deux reprises les forces bulgares. Des négociations de paix sont alors entamées avec Michel II, par l'entremise de Rostislav IV de Kiev, prince de Macsó. Ce dernier est alors marié à Anne de Hongrie, cousine de Théodore et sa fille vient d'épouser Michel II. Du côté des Byzantins, c'est Acropolite qui se charge de rédiger un projet de traité qui restaure le statu quo ante bellum. Rostislav en accepte les termes et le signe le 29 juin 1256, au nom de Michel II. Celui-ci doit céder aux Nicéens la cité de Tsepina mais sans pour autant en évacuer immédiatement la garnison bulgare. Théodore est mécontent de cette clause et conclut hâtivement qu'il a été trompé par Rostislav. Il fait fouetter publiquement Acropolite avant d'apprendre le retrait des Bulgares en septembre. Conscient de son erreur, il envoie Georges Mouzalon auprès d'Acropolite pour lui transmettre ses regrets,.
En Bulgarie, le traité est vu comme une défaite et le cousin de Michel II, Koloman II Asen, s'en saisit comme prétexte pour tramer un complot qui destitue le tsar. S'emparant du trône, il échoue à obtenir le soutien de l'armée et est à son tour renversé par Rostislav et Mitso Asen, le beau-frère de Michel II. Néanmoins, c'est un troisième candidat, soutenu par les boyards, l'aristocratie bulgare, qui finit par s'imposer, en la personne de Constantin Tikh, pourtant non apparenté à la dynastie régnante,.

### Extension des frontières balkaniques
La guerre avec la Bulgarie a parallèlement favorisé un rapprochement entre l'Épire et la Serbie. Michel II d'Épire a conclu une alliance avec Stefan Uroš et s'est aussi efforcé de séduire les chefs albanais qui ont prêté allégeance à Nicée, en leur envoyant des cadeaux. Malgré ces tensions, Marie, la fille de Théodore, est toujours engagée auprès de Nicéphore, fils et héritier de Michel. Après avoir conclu la paix avec les Bulgares, Théodore ordonne à Michel II d'envoyer son fils à Thessalonique pour célébrer le mariage avec Marie. Nicéphore est accompagné par sa mère, Théodora et Théodore en profite pour s'emparer d'elle comme otage. En échange de sa libération, il exige de Michel qu'il lui cède Dyrrachium et Servia, deux cités stratégiques qui permettent de contrôler la Via Egnatia entre Constantinople et la mer Adriatique. Si Michel II accepte, la rupture est consommée entre les deux états byzantins,.

### Affaires d'Asie et réforme de l'armée
Le 14 octobre 1256, les Seldjoukides essuient une défaite face aux Mongols et Théodore doit revenir en Anatolie pour préparer la défense de l'Empire. Le sultan turc trouve refuge à Nicée tandis que son frère Kılıç Arslan IV est installé par les Mongols à la tête du sultanat seldjoukide vassalisé.
Théodore rassemble ses troupes près de Magnésie et reçoit une ambassade de l'Ilkhan Houlagou Khan. Celui-ci accepte de retirer ses armées d'Anatolie en échange de la division du sultanat de Roum entre Kılıç Arslan et Kay Kâwus, au printemps 1257. En quittant les terres de l'empire de Nicée, Kay Kâwus cède quatre cités de la vallée du Lycus à Théodore II, en échange d'un détachement de trois cents soldats. Il est alors significatif que, dans ses écrits, Théodore II ne considère plus les Turcs (qu'il nomme « Persans ») comme une menace du fait de la primauté acquise par les Mongols. L'empereur n'hésite pas à se vanter de ce succès qui lui permet d'affirmer qu'il règne sur un Empire qui s'étend de Dyrrachium sur l'Adriatique au cap Karambis sur la mer Noire. Par ailleurs, il est désormais convaincu que son armée doit s'appuyer sur le recrutement de paysans anatoliens, assurant notamment à Blemmydès que les « Hellènes » sont bien plus fiables que des mercenaires,. Il n'hésite d'ailleurs pas à remettre en cause certains des privilèges de ces derniers et s'appuie sur Mouzalon pour la mise en œuvre de ces mesures, avec un accroissement de la fiscalité. Toutefois, dans son étude sur le rôle des mercenaires occidentaux dans l'armée de l'empire de Nicée, Savvas Kyriakidis tempère en partie le constat dressé d'un rejet des soldats latins par Théodore II, lesquels continuent de combattre dans ses différentes campagnes. La distinction entre une armée de campagne, professionnelle, composée en bonne partie de mercenaires et des armées thématiques ou provinciales, au recrutement local, tend à s'évanouir. Sans parler de nationalisme, cette vision va de pair avec une valorisation croissante de l'hellénisme dans le monde byzantin et, plus particulièrement, de sa composante anatolienne, qui constitue le cœur de l'empire de Nicée. Dans son Éloge de Nicée, il célèbre ainsi la grandeur de la cité d'Asie Mineure comme nouvelle capitale byzantine, n'hésitant pas à blâmer Constantinople qu'il juge responsable de sa chute en 1204 quand Nicée a osé se dresser contre la « pourriture venant des forces italiennes ». En cela, Théodore II incarne une génération nouvelle qui n'a connu que l'Empire byzantin réorganisé à Nicée et pour laquelle Constantinople n'apparaît plus comme la capitale par excellence,.

### Maladie et mort

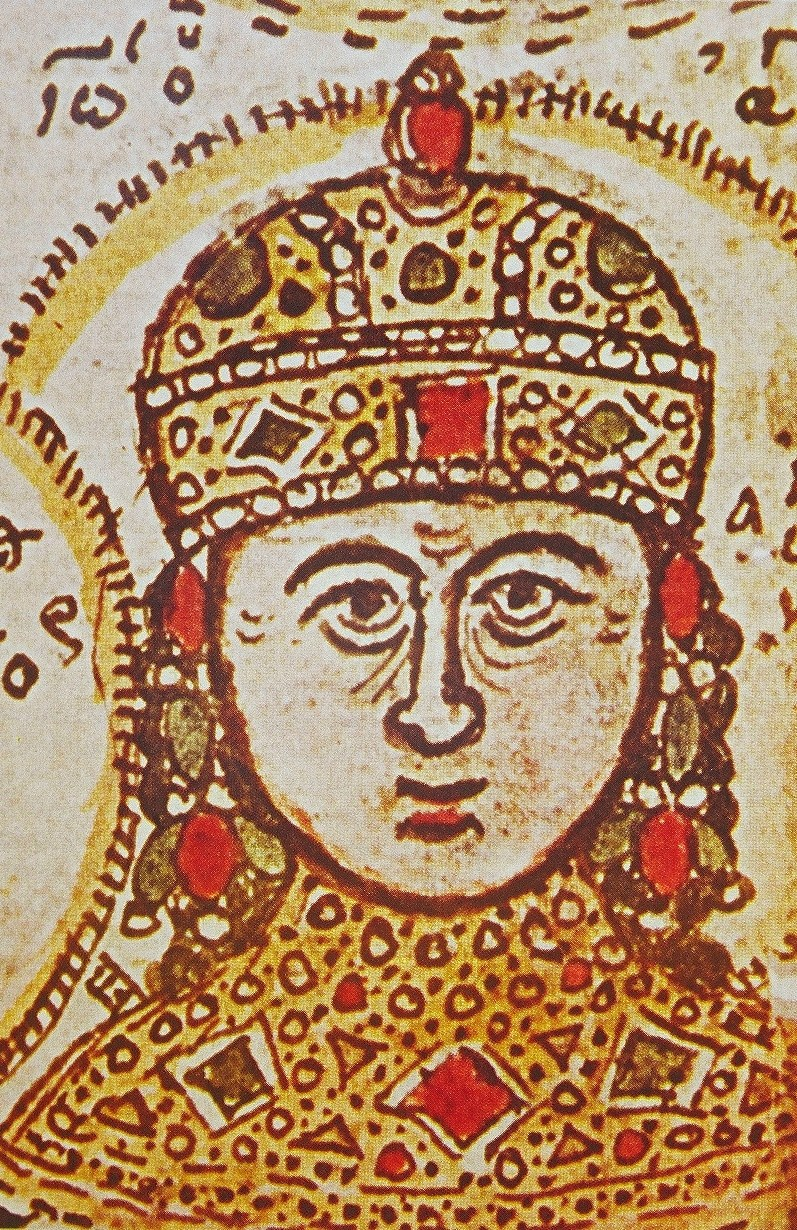
Jean IV Lascaris, manuscrit Zonaras (gr. 122, fol. 294r) de la Bibliothèque Estense, Modène, seconde moitié du XVe siècle.

En novembre 1257, Théodore tombe gravement malade. Georges Pachymères lui diagnostique une épilepsie, mentionnant les fréquentes pertes de conscience de l'empereur. Il estime aussi que certaines nominations inhabituelles et son souhait de favoriser des mariages entre des aristocrates et des gens du commun constituent autant de symptômes de sa maladie. Acropolite décrit seulement une sévère perte de poids qui réduit Théodore à l'état de squelette, tandis que Blemmydès évoque une maladie étrange, alimentant les peurs et la mélancolie de Théodore. Celui-ci parle de douleurs insupportables et d'une paralysie des bras. Pour les historiens modernes, il est difficile de déterminer la nature exacte du mal dont il souffre. John Lascaratos et Panaghiotis V. Zis concluent à une épilepsie, de type tonico-clonique, développée à la fin de sa vingtaine. Donald MacGillivray Nicol, qui reprend l'idée d'une épilepsie, constate qu'elle occasionne de brusques changements d'humeur, le rendant nerveux avec un comportement plus autoritaire et obstiné. L'historien médical Georgios Makris remet en cause la thèse de l'épilepsie, tandis que Dimiter Angelov privilégie la piste d'un cancer du cerveau ou des poumons.
Quelle que soit sa maladie, Théodore II ne peut plus commander ses troupes. En Macédoine, ce sont des généraux nouvellement nommés qui sont en poste et qui manquent d'expérience. Ils ne peuvent empêcher le despotat d’Épire, les Serbes et les Albanais de lancer des raids contre l'Empire. Ainsi, Stefan Uros remporte un succès près de Prilep. Par l'entremise de sa belle-sœur, Marie Petraphilaina, Michel II parvient à duper le général Constantin Chabaron. Celui-ci pense se voir proposer un mariage avec la princesse qui lui envoie des lettres mais, quand il la rencontre, il est fait prisonnier par les soldats de Michel. Plus encore, l'armée nouvellement constituée par Théodore est mise en déroute à Édessa. L'empereur doit faire appel à Michel Paléologue, revenu d'exil, pour prendre la tête des troupes en Macédoine. Si ce dernier est d'abord victorieux, il reçoit l'ordre de ne pas marcher sur Prilep, ce qui permet à Michel II de s'en emparer et de faire prisonnier son gouverneur, Acropolite. Le despote planifie alors un assaut sur Thessalonique mais il doit faire face à une autre menace, celle de Manfred de Sicile qui traverse l'Adriatique et qui convoite Constantinople. Michel II décide de s'allier avec lui et chasse la garnison nicéenne de Dyrrachium et des autres forteresses environnantes avant la fin du mois de février 1258,.
Pendant ce temps, Théodore est reclus dans son palais à Magnésie, où il vit ses derniers mois. Convaincu que la sorcellerie est la cause de ses tourments, il commence à accuser ses courtisans. Plusieurs d'entre eux sont interrogés, notamment Maria-Martha, la sœur de Michel Paléologue. L'empereur a forcé sa fille à épouser le vieux Basile Kaballarios mais le mariage n'est jamais consommé. Kaballarios attribue son impuissance à sa belle-mère, qu'il accuse de sorcellerie. Théodore plonge alors Maria-Martha dans une sorte de sac rempli de chats qui la griffent férocement, avant qu'elle n'en soit libérée. Ensuite, Théodore fait emprisonner Michel Paléologue pour qu'il ne se venge pas mais le libère rapidement. Conscient de la probabilité grandissante de sa disparition, il nomme son jeune fils, Jean IV Lascaris, comme son seul héritier et désigne Georges Mouzalon comme régent. Il se retire alors de la vie politique pour se faire moine et résume ses péchés dans un traité, avant de demander l'absolution à un synode patriarcal. Il meurt dans son palais le 16 août 1258 et est enterré aux côtés de son père, dans le monastère de Sosandra, sur le mont Sipylos. Sa tombe est par la suite détruite, tout comme le monastère, lors de la conquête turque de la région au XIVe siècle.

### La fin des Lascaris
La mort de Théodore II et la régence qui s'ouvre favorisent la montée des tensions entre Georges Mouzalon et une aristocratie qui a mal ressenti le règne de l'empereur défunt. Dix jours seulement après l'avènement de Jean IV, à l'occasion d'une cérémonie en mémoire de Théodore, Michel Paléologue mène un complot avec l'appui de l'aristocratie et des mercenaires latins, qui élimine Mouzalon et lui permet d'assumer la régence,. Il parvient à convaincre l'élite que l'Empire ne peut être dirigé par un jeune garçon et se fait couronner lui-même coempereur au début de l'année 1259, aux côtés de Jean IV, consacrant le retour en force de l'élite byzantine mise de côté par Théodore II. Bientôt, il concentre ses forces sur la reprise de Constantinople au travers du traité de Nymphaeon (1261) avec la république de Gênes. Il envoie ensuite Alexis Strategopoulos inspecter les défenses de la ville impériale mais le général s'aperçoit surtout que l'armée latine est en campagne et donc que la ville est presque sans défense. Il s'en empare par surprise le 25 juillet 1261. Ce succès consacre la position de Michel VIII qui peut alors se débarrasser du jeune Jean IV, aveuglé le 25 décembre 1261, tandis que ses trois sœurs sont mariées à des princes locaux bulgares et italiens, ce qui met un terme à la destinée impériale des Lascaris.

## Œuvres et action culturelle
Élève comme le grand logothète Georges Acropolite par le fameux Nicéphore Blemmydès, Théodore II Lascaris est un savant couronné. Il fait de Nicée un centre de culture où fleurissent l'art et la littérature. S'il n'est pas le premier empereur byzantin à produire des écrits, la diversité de ses travaux est inédite. C'est pour lui que Blemmydès écrit sa Statue impériale (Βασιλικός Άνδριάς), portrait de l'empereur idéal. Théodore écrivit lui-même une Cosmologie et, dans le domaine religieux, une Théologie chrétienne (Χριστιανική θεολογία), exposé systématique de la doctrine chrétienne. On lui doit aussi des traités de théologie morale, des discours, des canons et des lettres. Ces textes permettent autant d'appréhender des aspects de la personnalité de Théodore que sa vision politique. Dans une missive au patriarche Manuel II de Constantinople, il exprime ainsi sa conviction que l'Empire et l'Église sont les deux composantes d'une même unité, une vision classique du césaropapisme byzantin. Un autre de ses traités, intitulé Représentation du monde, est une démonstration de son intérêt fort pour l'empirisme, dans lequel il étudie la nature et ses modes de fonctionnement, se penchant successivement sur les quatre éléments, le fonctionnement du ciel, des étoiles, du Soleil ou encore de la Lune puis sur la nature humaine. Dans ces écrits, ainsi que dans son traité sur la Communion naturelle, une synthèse s'opère entre l'influence de la philosophie antique et la vision chrétienne qui imprègne la pensée byzantine. Il est aussi influencé par un certain occultisme, qu'a pu lui transmettre Nicéphore Blemmydès, lui-même adepte de l'alchimie. Il se fait aussi le défenseur de l'ordalie par le fer rouge comme pratique judiciaire et soupçonne plusieurs de ses ennemis de sorcellerie et d'envoûtement.
Il a aussi composé une oraison funèbre en l'honneur de Frédéric II du Saint-Empire, ainsi qu'une à son propre père, Jean III Doukas Vatatzès. Théodore II se livre aussi au style de la satire, qu'il lie volontiers à la philosophie, à l'image de sa Satire du tuteur, dans laquelle il moque son premier précepteur. Il y souligne les vertus de l'humour et critique le peu d'attrait de son mentor pour la philosophie, à laquelle il voue une véritable passion. L'œuvre dont la postérité est la plus large est son hymne à la Vierge Marie, repris dans la théologie orthodoxe et régulièrement entendu à l'occasion des fêtes mariales mais, dans leur ensemble, les travaux de Théodore Lascaris n'ont jamais fait l'objet d'une diffusion très vaste et n'ont parfois survécu qu'au travers d'un seul manuscrit. Une large partie est conservée au sein de la collection de la bibliothèque Laurentienne de Florence et seule sa Communion naturelle a été régulièrement copiée et publiée, à l'image d'une traduction dès 1577 par Claude Aubery ou bien d'une édition très précoce dans le manuscrit dit Parisinus suppl. gr. 460,.
En outre, la passion de Théodore pour la culture, sa proximité avec les grands intellectuels de son temps dont il contribue à favoriser les travaux sont autant de contributions qui consolident le dynamisme intellectuel du monde byzantin. Si celui-ci connaît des difficultés politiques d'ampleur, que l'empire de Nicée s'efforce de corriger au mieux, les milieux intellectuels sont en plein essor, au point que Nicée est parfois qualifiée de nouvelle Athènes. Il y fonde une école destinée aux futures élites de l'Empire, sur le modèle d'autres institutions créées dans le passé par des empereurs à Constantinople. Des figures comme Blemmydès ou Acropolite sont parmi les plus grands érudits de leur époque et, dans les décennies suivantes, ce dynamisme ne faiblit guère, comme en témoigne la Renaissance Paléologue. En cela, les premières actions de Jean III pour promouvoir l'éducation sont prolongées et renforcées par Théodore II,.

## Le promoteur de l'hellénisme

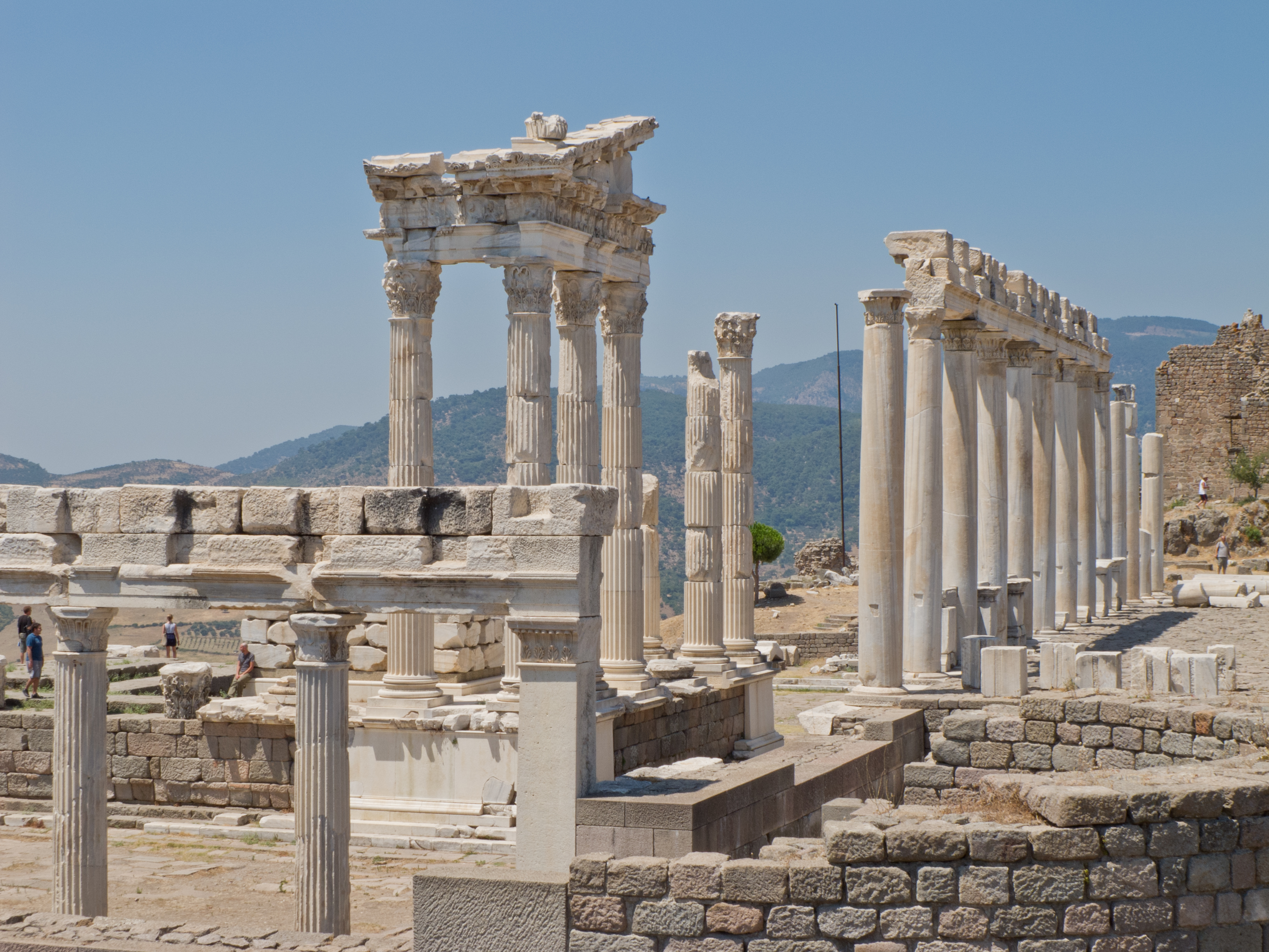
Le temple de Trajan, l'un des vestiges de l'antique Pergame, qui font l'objet de l'admiration de Théodore II.

Tant dans ses écrits que dans sa pratique du gouvernement, en particulier dans sa politique militaire, Théodore II Lascaris se montre un fervent défenseur des Hellènes. Cette promotion de l'hellénisme, inédite à ce stade de l'histoire byzantine, a fait l'objet d'analyses par les historiens, en particulier grecs, qui y ont parfois vu les prémices d'un nationalisme grec. Il a notamment été comparé à l'empereur romain du IVe siècle Julien, connu pour avoir voulu rétablir le polythéisme. Apóstolos Vakalópoulos va jusqu'à en faire l'inspirateur du concept de Grande Idée qui irrigue la politique grecque jusqu'au début du XXe siècle et vise à réunifier l'ensemble des terres habitées par des Grecs, notamment par la reprise de Constantinople, déjà un objectif des empereurs de Nicée au XIIIe siècle. D'autres historiens, comme Dimiter Angelov, sont plus nuancés et évitent de voir dans l'hellénisme de Théodore une préfiguration d'un nationalisme plus moderne mais plus une adaptation d'une pensée impériale qui continue d'irriguer le monde byzantin. Celui-ci se caractérise par la fusion entre l'impérialisme romain, une culture majoritairement grecque et une religion chrétienne qui donne une identité spécifique, qualifiée bien plus tard de byzantine. Si Théodore utilise bien plus couramment le terme d'« Hellènes » que celui de « Romains », il ne remet pas en cause la vision romaine d'un Empire pluriethnique. L'affirmation de l'hellénisme ayant surtout pour vocation, dans le monde byzantin d'après 1204, de marquer la différence entre les Grecs et les Latins, eux-mêmes héritiers de la romanité en Occident mais rendus coupable de la conquête de Constantinople. Il est ainsi particulièrement virulent à leur égard dans quelques-uns de ses textes, dont une Oraison contre les Latins dans laquelle il vante les mérites des Hellènes. La promotion de l'hellénisme et du qualificatif ethnique d'Hellènes va alors de pair avec une notion de pays, l'Hellas. En outre, comme le souligne Anthony Kaldellis dans son étude sur l'hellénisme dans l'Empire byzantin, Théodore II est l'un des premiers à revendiquer l'héritage direct de la Grèce antique, qu'il exprime par exemple dans son admiration pour les ruines de l'antique Pergame dans une lettre à Acropolite ou bien encore dans une référence directe à Alexandre le Grand dans son hommage à son père.

## Famille

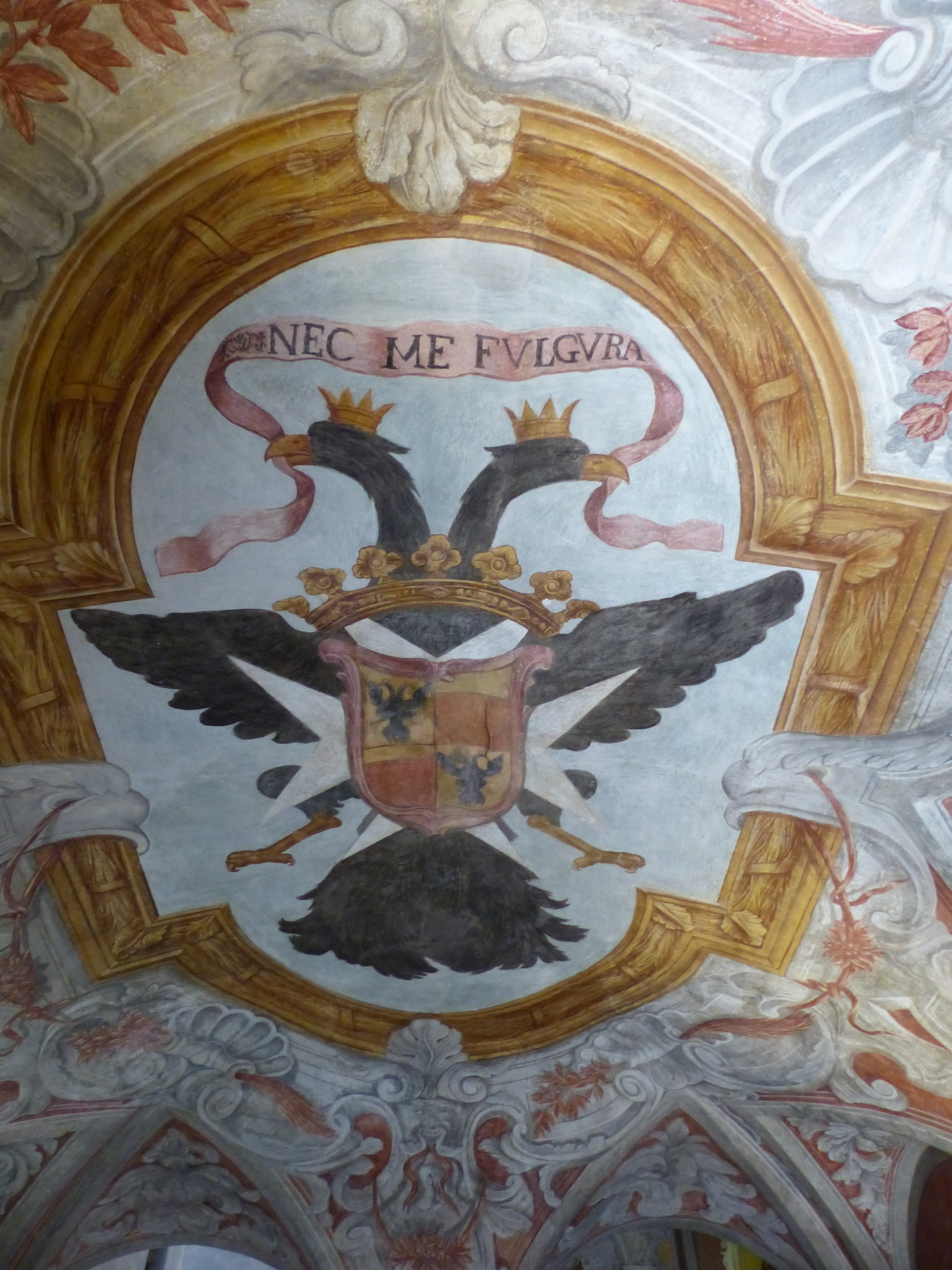
Le blason des Lascaris de Vintimille à Nice, branche de la famille des Lascaris issue de la descendance d'Eudoxie Lascaris, fille de Théodore II et qui s'installe dans la région niçoise.

Quand ils se marient en 1235, ni Théodore II ni Hélène de Bulgarie n'ont encore atteint l'âge légal pour une telle union mais cette pratique n'est pas exceptionnelle au sein de l'empire de Nicée. Le mariage a lieu à Lampsaque et, deux ans plus tard, peu avant d'assaillir les Nicéens, Ivan Asen II demande à sa fille de revenir en Bulgarie. Finalement, la paix est bien vite restaurée et Hélène peut revenir avant la fin de l'année. Théodore II semble avoir eu une profonde affection pour sa femme, décrite comme la fleur de sa jeunesse, louant l'amour véritable qui les lie et les rend plus heureux que tout au monde. Sa mort soudaine au printemps ou à l'été 1252 l'affecte grandement. Ensemble, ils ont eu quatre ou cinq filles et un garçon :
- Irène Lascaris (1244-vers 1270), mariée en 1258 à Konstantin Ier Tikh Asen, tsar des Bulgares[107].
- Marie Lascaris (morte entre 1257 et 1265), mariée en 1256 à Nicéphore Ier Doukas, despote d'Épire[108].
- Jean IV Lascaris (1250-1305), empereur de Nicée.
- Théodora Lascaris (morte en 1273), mariée par Michel VIII après 1258 à Mathieu de Mons, baron de Veligosti[109],[N 5].
- Eudoxie Lascaris (1248-1311), mariée avant 1262 à Guillaume-Pierre Ier, comte de Vintimille (1257-1278), puis en 1281 à Arnaud Roger Ier de Comminges (1256-1288), comte de Paillars. C'est par elle que la famille Lascaris de Vintimille subsiste sous ce nom jusqu'au XIXe siècle en France et est notamment à l'origine de la construction du palais Lascaris à Nice[110].
- Une dernière fille, anonyme, est mentionnée par le seul Georges Pachymère et a parfois été considérée comme une enfant illégitime de Théodore II. Elle aurait été mariée à Jacob Svetoslav, despote de Bulgarie, vers 1261-1262[111].

## Historiographie
Théodore II Lascaris fait l'objet de jugements contrastés parmi les historiens modernes, qui retiennent son goût pour les arts et la culture et le fait que son règne, sans forcément faire avancer l'objectif de la reconquête de Constantinople, n'affaiblit pas non plus l'empire de Nicée. Edward Gibbon, probablement influencé par les récits d'Acropolite, blâme son caractère colérique et suspicieux, influencé par une maladie qui le rapproche toujours plus d'une fin précoce. D'autres auteurs de la fin du XIXe siècle ou du XXe siècle partagent ce jugement passablement négatif, à l'image de William Miller, qui critique son académisme qui le prive de toute originalité intellectuelle et va jusqu'à le qualifier de cas pathologique, qui pourrait intéresser les spécialistes des maladies mentales. L'un de ses premiers biographes, Pappadopoulos, dit de lui que son règne, trop court, « était celui d'un sage gouvernement d'un empereur qui porta tous ses efforts à fonder l'Empire grec sur des bases solides et inébranlables », malheureusement sapées par la révolution de palais menée par Michel VIII. La combinaison de l'empereur philosophe, amateur de culture, et d'un homme d'action le distingue, pour Ostrogorsky, de Constantin VII, autre figure byzantine du souverain intellectuel. Pourtant, d'autres historiens sont plus partagés. Louis Bréhier note à son endroit qu'il est perçu comme « le souverain rêvé » par ses contemporains mais qu'il déçoit par son « caractère fantasque, violent et autoritaire », contribuant à affaiblir la stabilité interne de l'Empire en s'aliénant la noblesse tout en ne parvenant que difficilement à tenir les frontières étendues par son père. Donald Nicol partage ce constat, estimant qu'il « n'est pas l'homme de la situation », lui reconnaissant sa contribution au dynamisme intellectuel de son époque, mais affirmant aussi qu'il n'est « ni un politique, ni un soldat », deux lacunes qui entachent son règne d'hésitations et de décisions parfois risquées, en particulier à l'égard de la noblesse, même si la brièveté de son règne fait que l'équilibre général de l'empire de Nicée n'en sort pas bouleversé. Dans la biographie qu'il lui consacre, Dimiter Angelov souligne l'atypie du personnage, aux accomplissements intellectuels d'ampleur pour un souverain mais qui restent largement incomplets, en partie parce que l'échec politique demeure et que ses tentatives de réforme disparaissent avec lui, autant que sa dynastie. Il parle ainsi d'une « impasse » qui pose tout un ensemble de questions sur ce qui aurait pu advenir si Théodore avait pu vivre plus longtemps.